# Jakub Zbořil
Jakub Zbořil, född 21 februari 1997, är en tjeckisk professionell ishockeyback som spelar för Boston Bruins i National Hockey League (NHL).
Han har tidigare spelat för HC Kometa Brno i Extraliga; Providence Bruins i American Hockey League (AHL) samt Saint John Sea Dogs i Ligue de hockey junior majeur du Québec (LHJMQ).
Zbořil draftades av Boston Bruins i första rundan i 2015 års draft som 13:e spelare totalt.

## Statistik
| 2014–2015    | Saint John Sea Dogs | LHJMQ        | 44  | 13 | 20 | 33 | 73  | 5  | 1 | 2  | 3  | 18 |
| 2015–2016    | Saint John Sea Dogs | LHJMQ        | 50  | 6  | 14 | 20 | 57  | 17 | 2 | 8  | 10 | 6  |
| 2016–2017    | Saint John Sea Dogs | LHJMQ        | 50  | 9  | 32 | 41 | 44  | 16 | 3 | 4  | 7  | 12 |
| 2017–2018    | Providence Bruins   | AHL          | 68  | 4  | 15 | 19 | 38  | 4  | 0 | 0  | 0  | 2  |
| 2018–2019    | Boston Bruins       | NHL          | 2   | 0  | 0  | 0  | 0   | —  | — | —  | —  | —  |
|              | Providence Bruins   | AHL          | 56  | 4  | 15 | 19 | 38  | 4  | 0 | 0  | 0  | 0  |
| 2019–2020    | Providence Bruins   | AHL          | 56  | 3  | 16 | 19 | 46  | —  | — | —  | —  | —  |
| 2020–2021    | Boston Bruins       | NHL          | 42  | 0  | 9  | 9  | 18  | —  | — | —  | —  | —  |
|              | HC Kometa Brno      | Extraliga    | 18  | 1  | 7  | 8  | 4   | —  | — | —  | —  | —  |
| 2021–2022    | Boston Bruins       | NHL          | 10  | 0  | 3  | 3  | 4   | —  | — | —  | —  | —  |
| 2022–2023    | Boston Bruins       | NHL          | 22  | 1  | 3  | 4  | 6   | —  | — | —  | —  | —  |
| NHL totalt   | NHL totalt          | NHL totalt   | 76  | 1  | 15 | 16 | 28  | —  | — | —  | —  | —  |
| AHL totalt   | AHL totalt          | AHL totalt   | 182 | 11 | 46 | 57 | 122 | 8  | 0 | 0  | 0  | 2  |
| LHJMQ totalt | LHJMQ totalt        | LHJMQ totalt | 144 | 28 | 66 | 94 | 174 | 38 | 6 | 14 | 20 | 36 |

### Internationellt
| Källa: Uppdaterad: 2018-11-17 | Källa: Uppdaterad: 2018-11-17 | Källa: Uppdaterad: 2018-11-17 |         | Utv = Utvisningsminuter | Utv = Utvisningsminuter | Utv = Utvisningsminuter | Utv = Utvisningsminuter | Utv = Utvisningsminuter |
| År                            | Lag                           | Mästerskap                    | Matcher | Mål                     | Assists                 | Poäng                   | Utv                     |                         |
| ----------------------------- | ----------------------------- | ----------------------------- | ------- | ----------------------- | ----------------------- | ----------------------- | ----------------------- | ----------------------- |
| 2013                          | Tjeckien                      | Ivan Hlinka                   | 4       | 1                       | 1                       | 2                       | 4                       |                         |
| 2014                          | Tjeckien                      | U18-VM                        | 7       | 0                       | 3                       | 3                       | 8                       |                         |
| 2014                          | Tjeckien                      | Ivan Hlinka                   | 5       | 4                       | 2                       | 6                       | 8                       |                         |
| 2015                          | Tjeckien                      | U18-VM                        | 3       | 1                       | 1                       | 2                       | 4                       |                         |
| 2016                          | Tjeckien                      | JVM                           | 5       | 0                       | 1                       | 1                       | 31                      |                         |
| 2017                          | Tjeckien                      | JVM                           | 5       | 0                       | 4                       | 4                       | 10                      |                         |
| Junior totalt                 | Junior totalt                 | Junior totalt                 | 29      | 6                       | 12                      | 18                      | 65                      |                         |